# Oreste (patrice)
Pour les articles homonymes, voir Oreste (homonymie).
 (novembre 2016).
Si vous disposez d'ouvrages ou d'articles de référence ou si vous connaissez des sites web de qualité traitant du thème abordé ici, merci de compléter l'article en donnant les références utiles à sa vérifiabilité et en les liant à la section « Notes et références ».
Oreste, né vers 420 à Poetovio (aujourd'hui Ptuj, en Slovénie), bourgade de Pannonie sur la Drave (affluent du Danube), dans une riche famille romaine proche de la cour impériale, et mort exécuté en 476, est un général et homme politique romain de l'Antiquité tardive, surtout connu pour être le père de Romulus Augustule, le dernier empereur romain d'Occident.

## Biographie
Son père serait un certain Tatulus, d'origine germanique, mais Oreste est adopté par le comte de Norique Romulus, père de son épouse romaine Flavia Serena, qui prétendait descendre du fondateur de Rome, Romulus.
Il est envoyé par Valentinien III en 443 comme secrétaire auprès d'Attila nommé magister militum honoraire. Attila meurt en 453, il est alors renvoyé à l'ouest.
On retrouve Oreste plusieurs années après, à la tête des troupes barbares confédérées constituant l’armée impériale d’Italie.
En 475, il dépose l'empereur légitime, Julius Nepos, et le remplace par son fils, l’adolescent Romulus Augustule, gardant pour lui le titre de patrice.
Oreste refuse alors de céder aux revendications de ses troupes, inspirées par le chef barbare Odoacre, qui dirige les Skires, les Hérules et des bandes de Gépides. En effet, ils exigent la possession du tiers des terres d’Italie. Les soldats d'Oreste se révoltent et le tuent en 476 durant la bataille de Pavie.
Peu après l'exécution d'Oreste, Odoacre entraîne ses troupes jusqu'aux remparts de la capitale de l'Empire, Ravenne. Sans combat, elles prennent la cité et déposent le jeune Romulus Augustule.